# Theodore Thomas

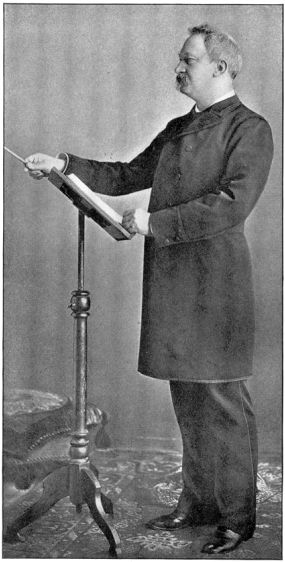
Fotografía de Theodore Thomas.

Theodore Thomas (1 de octubre de 1835–4 de enero de 1905) fue un músico y director de orquesta alemán-estadounidense. Es considerado como el primer director de orquesta estadounidense renombrado.
Nació en Hanóver, Alemania, y su padre era violinista, quien contribuyó a su educación musical. A los 6 años tocaba el violín en conciertos. En 1845 su familia emigró a los Estados Unidos, pero sufrió dificultades financieras.
En 1854 se unió a la Orquesta Filarmónica de Nueva York, y comenzó a realizar giras con músicos famosos como violinista.
En 1861 organizó su propia orquesta sinfónica que tocaba en el Irving Hall. Posteriormente fundó la Orquesta Sinfónica de Chicago. Murió en Chicago, Illinois.